# Îles Galli
Les îles Galli (ou Sirenuse, « îles des sirènes » d'après la mythologie) constituent un groupe d'îles italiennes situées dans la Mer Tyrrhénienne le long de la Côte amalfitaine au sud de Naples, à proximité de l'île de Capri. Elles sont rattachées à la commune de Positano. L'archipel est composé de trois îles. La plus grande, Gallo Lungo, est la seule à avoir été habitée depuis l'époque romaine. Elle a la forme d'un dauphin. Deux îles plus petites sont situées à proximité de l'île principale: La Rotonda et La Castellucia. Elles semblent ne jamais avoir été habitées.
Les trois îles ont autrefois appartenu à Rudolf Noureev et étaient à vendre en 2011.
Un documentaire sur le chorégraphe Léonide Massine y a été tourné en 1971.
Selon les Anciens et selon Victor Bérard, ce petit archipel aurait été le lieu où vivaient les sirènes, des femmes-oiseaux de la mythologie grecque apparaissant notamment dans L'Odyssée d'Homère et ayant la capacité d'envoûter les marins avec leur chant afin de les faire s'échouer sur le rivage pour les dévorer.

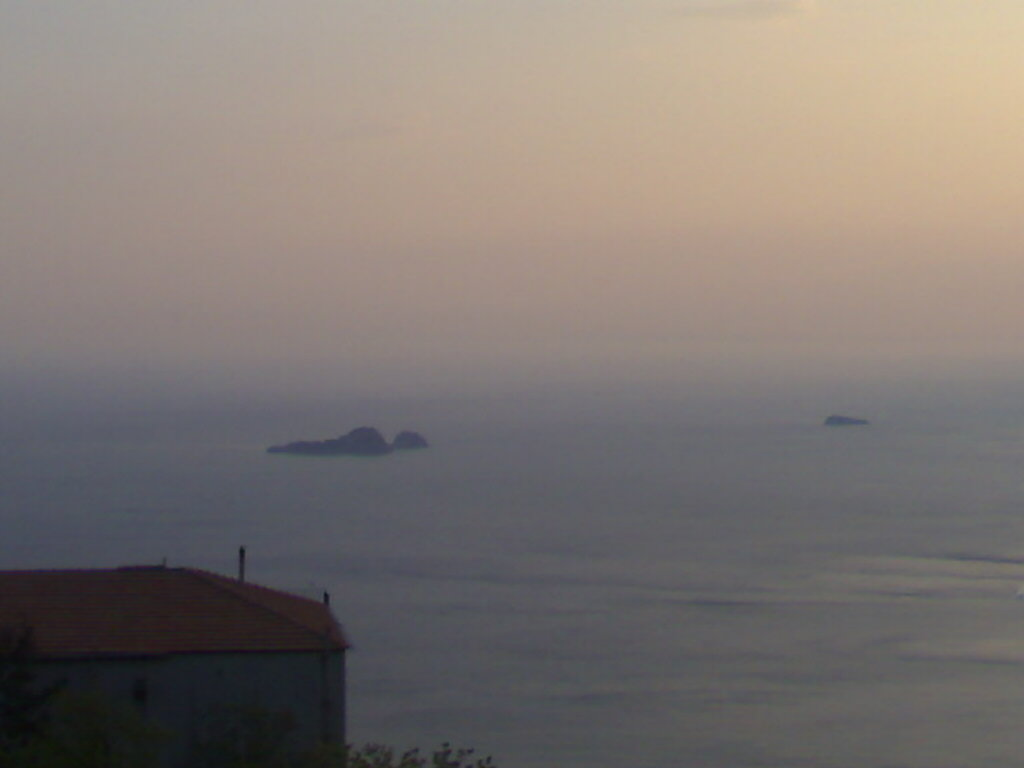
Les îles Galli

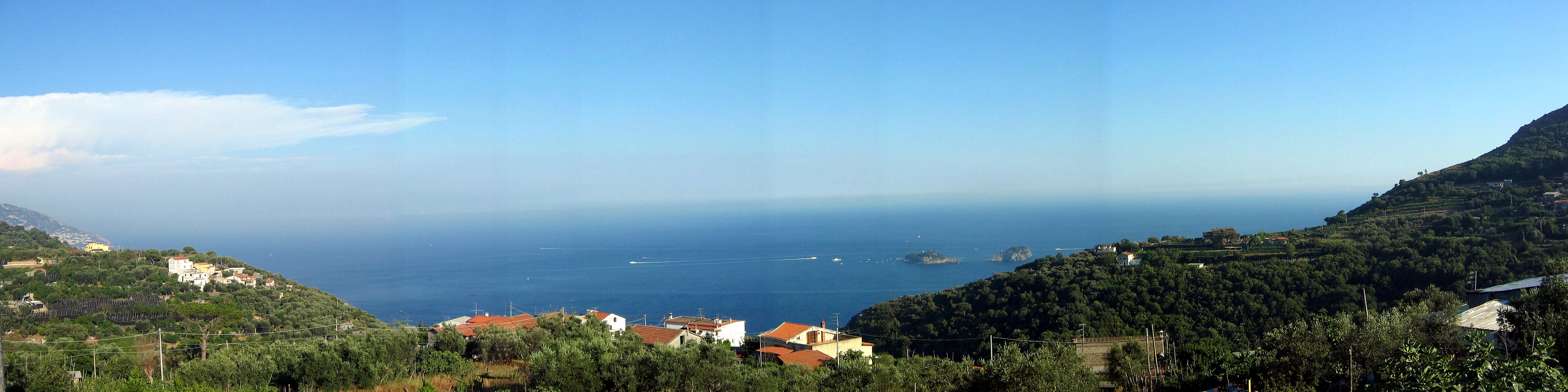
Les îles Galli vues de la côte